# مانوئل آرمیجو
مانوئل آرمیجو (Manuel Armijo) (حدود ۱۷۹۳ – ۱۸۵۳ میلادی)، سرباز و دولت‌مرد اهل نیومکزیکو بود که برای سه دوره به عنوان فرماندار نیومکزیکو خدمت کرد. وی در خاموش سازی شورش ۱۸۳۷ نقش اساسی را ایفا کرد؛ رهبری نیروهای را برعهده داشت که سفر اکتشافی تگزان سانتافه را دستگیر نمودند؛ و بعدها در جریان جنگ آمریکا و مکزیک، او به ایالات متحده تسلیم شده و زمینه تصرف سانتافه را فراهم نمود.

## اوایل زندگی و دوره اول فرمانداری
مانوئل آرمیجو در ۱۷۹۳ میلادی در البوکرکی، منطقه نیومکزیکو و به احتمال قریب در بلن به‌دنیا آمده بود. وی پسر ویسنته فریر ای آرمیجو و باربارا کاسیلدا دوران ای چاوس بود، والدین وی هر دو از خانواده‌های معروف نیومکزیکو بودند. ویسنته آرمیجو و خانواده وی در دهه ۱۷۹۰ میلادی در پلازا دی سان انتونیو دی بیلن زندگی می‌کردند و براساس آمار اسپانیا، ویسنته به عنوان انباردار و ستوان در کسوت شبه‌نظامیان خدمت می‌کرد. مانوئل آرمیجو در ۱۸۱۹ میلادی با ماریا ترینیداد گابالدون ازدواج کرد. این زوج هیچ فرزندی نداشتند، اما دختری به‌نام رامونا را به فرزندی گرفتند، کسی که از وی در وصیت‌نامه مانوئل به عنوان «تنها دختر و وارث من» یاد شده‌است. رامونا آرمیجو با لوئیس سی. دی باکا اهل ساکورو، نیومکزیکو ازدواج کرد.
براساس یادداشت جورج ویلکینز کندال، آرمیجو با کار کردن نزد یک گله‌دار گوسفند و دزدیدن و دوباره بفروش رساندن گوسفندان، اغلب به کارفرمای خود، ثروتمند شد؛ اما کندال در حالی از تجارب خود می‌نویسد که در ۱۸۴۱ میلادی در نزد آرمیجو زندانی بود و تصویری که او از آرمیجو ارایه می‌کند، تصویر دشنام‌آمیز است. مورخ مارک سیمونز داستان ارایه شده در مورد دزدی گوسفند را یک «سنت» می‌خواند. ویلیام ورث در وبسایت مورخین ایالت نیومکزیکو نوشت، «تصویری که جلج ویلکینز کندال از فرماندار آرمیجو ارایه می‌کند این است، مردی تحصیل‌نیافته از خانواده فقیر که با دزدی راه خود را به بالا باز کرد. ارایه یک کاریکاتور زشت از آرمیجو توسط کندال، راهی بود تا با آن بتواند آرمیجو تهمت بزند، چون از نظر وی فرماندار پس از دستگیری سفر اکتشافی فاجعه‌آمیز تگزاس سانتافه در ۱۸۴۱ میلادی با وی رفتار غیرعادلانه داشت». از نظر ساکنین اسپانیایی‌تبار نیومکزیکو، مورخین به‌طور عموم در ارایه تاریخچه مانوئل آرمیجو، عملکرد منصفانه داشته‌اند. آنجلیکو چاوز نوشت، «شخصیت مانوئل آرمیجو به عنوان فرماندار و انسان، به حدی در تعداد زیادی از منابع به‌طور غیرعادلانه به تصویر کشیده شده‌است، که ذکر آنها در اینجا نمی‌گنجد».
آرمیجو در ۱۸۲۲ میلادی شهردار (alcalde) البوکرکی و در ۱۸۲۴ میلادی به درجه سروان در شبه‌نظامیان رسید. وی در ۱۸۲۷ میلادی به عنوان فرماندار نیومکزیکو انتخاب گردید، اما در ۱۸۲۸ میلادی به عنوان یک تاجر گوسفند و پتوهای پشمی ثروتمند از سانتافه به البوکرکی بازگشت و دوباره به عنوان شهردار انتخاب شد. برخی منابع می‌گویند که او به‌خاطر خودداری از تحقیقات فدرال، سمت فرمانداری را ترک کرد.
آرمیجو در ۱۸۳۶ میلادی به عنوان محصل تعرفه (subcomisario) نیومکزیکو گماشته شد؛ این سمت شامل گردآوری پول و همچنین کار رسمی در سانتافه بود. با این حال، وی بنابر دلایل سلامتی بیشتر وقت خود را در البوکرکی سپری می‌کرد و از اینرو کسی دیگری جایگزین وی شد.

## شورش ۱۸۳۷
ساکنین ناراضی مناطق شمالی نیومکزیکو فرماندار البینو پریز را در اوت ۱۸۳۷ ترور نموده و کنترل ایالت را در دست گرفتند، (شورش ۱۸۳۷). بیشتر مردم مناطق جنوبی با این حکومت جدید به مخالفت پرداختند، اما چندین فرد معروف از رهبری جنبشی برای سرکوب این شورش خودداری نمودند. ماریانون چاوز، یکی از بستگان جوان و ثروتمند آرمیجو، این سمت رهبری را به وی پیشنهاد کرد و آرمیجو نیز آنرا پذیرفت. وی حرکت به سوی سانتافه را آغاز نمود و خود را فرماندار اعلام کرد، سمتی که حکومت مکزیک نیز پس از شنیدن خبر شورش، آنرا به آرمیجو داده بود (برخلاف گزارش کندال که گفته بود، نامه انتصاب-خودی آرمیجو به عنوان فرماندار بعداً به آنها رسید).
آرمیجو با نوشتن نامهٔ به حکومت درخواست نمود تا نیروهای فدرال فرستاده شود و سربازان آموزش دیده تحت فرماندهی سرهنگ دوم کایتانو جوستینیانی از سواره نظام وراکروز در اوایل ژانویه ۱۸۳۸ رسیدند. در اواخر همان ماه، شورش بار دیگر شعله‌ور شد و آرمیجو با هدایت نیروها توانست شورشیان را در پوجواکو مغلوب نماید. بر اساس‌نامه‌های آرمیجو که به مورخ مکزیکی کارلوس ماریا بستامانتی فرستاده بود، او ظاهراً فرمانده نیروهایش را در دست داشت، در حالیکه در واقع این جوستینیانی بود که نیروها را رهبری می‌کرد.
برخی از نویسندگان آمریکایی که البته با کندال آغاز شد، آرمیجو را متهم به سرکوب شورشی نموده‌اند که خود در اصل آغاز کرده بود. تاجر و نویسنده جوسیا گریگ گفت که، برادر آرمیجو «به‌طور خصوصی» به گریگ اظهار داشت که آرمیجو با شتاب از البوکرکی به سانتافه رفت و انتظار داشت تا شورشیان وی را به عنوان فرماندار انتخاب می‌کنند. چون وی شخصاً هیچ سهمی در این شورش نداشت، «آنها ادعای وی مبنی بر توافق داشتن با آنها را تصدیق نکردند» و از اینرو او به البوکرکی آمد تا یک جنبش ضدانقلاب را سازماندهی کند. مورخ جنیت لیکومتی این داستان را به دیده شک نگریسته و تصریح می‌نماید که هیچ گونه مدرک مستند دال بر دخالت آرمیجو در شورش ۱۸۳۷ وجود ندارد.

## دور دوم
در ۱۸۴۱ میلادی، آرمیجو به‌طور موفقیت‌آمیز توانست سفر اکتشافی تگزان سانتافه را دفع نماید. او ظاهراً وعده دروغین رفتار مصون به آنها داد، اما در عوض بازرگانان و سربازان تگزاسی را دستگیر نموده و به عنوان زندانی به قسمت جنوب مکزیکو فرستاد.
داستان‌های فساد آرمیجو حتی به مناطق اروپا-آمریکایی منطقه نیز رسید تا یورش به ایالات متحده را توجیه نمایند. همچنین شایعه شده بود که او با مالک ثروتمند سالن سانتافه به‌نام ماریا جرترودیس «تولس» بارسلو دارای رابطه نامشروع است.
همچنین در این دوران، او به‌طور مشتاقانه اعطای زمین به آمریکایی‌ها را تأیید نموده و با فروش ۹٬۷۰۰٬۰۰۰ آکر (۳۹٬۰۰۰ کیلومتر مربع)، برخی از بزرگترین زمین‌های اعطایی از نظر مساحت را در تاریخ را رقم زد. به عنوان مثال، چارلز بوبین و گوادالوپ میراندا در ژانویه ۱۸۴۱ از آرمیجو درخواست نمودند تا زمینی به مساحت ۱٬۷۴۱٬۷۶۴ آکر (۷٬۰۴۸٫۶۷ کیلومتر مربع) واقع در شرق کوه‌های سانگری دی کریستو را به آنها اعطاء نماید. بخشی از آن زمین به چارلز بنت داده شد، در حالیکه او شهروند مکزیکو نبود. زمانی که پادری مارتینز در مورد چنین اعطای زمین مطلع شد، او چنین یک انتقاد قوی را متوجه آرمیجو نمود که وی در تابستان این اعطای زمین را پس گرفت. آرمیجو بعدها زمانی که بوبین درگذشت، این زمین اعطایی را به داماد وی لیوسین مکسویل داد.
جمهوری تگزاس در ۱۸۴۳ میلادی یک نیروی دیگر را به نیومکزیکو فرستاد تا دستگیری سفر اکتشافی تگزان سانتافه و حملات مکزیکو به تگزاس را تلافی نماید. این نیرو که متشکل از حدود ۲۰۰ مرد بود، یکی از واحدهای پیشرو نیومکزیکو را شکست داد. آرمیجو که در ۱۴۰ مایل (۲۳۰ کیلومتر) فاصله با ۵۰۰ مرد اردو زده بود، با شنیدن این خبر، «وحشت زده شده و فرار کرد». پس از آن، وی از سمت فرماندهی نیروها استعفا داد و سال بعد «به دلیل وضعیت سلامت ضعیف» از فرمانداری کنار رفت.

## ارجاعات
1. ↑  New Mexico State Historian. "Manuel Armijo". New Mexico State Historian. Retrieved 18 September 2014.
2. ↑  William Wroth. "Manuel Armijo". New Mexico State Historian. Retrieved 18 September 2014.
3. ↑  Chávez, Angélico (1999). Origins of New Mexico Families. Santa Fe, New Mexico: Museum of New Mexico Press. pp. 318–319.
4. ↑  The Santa Fé Expedition - Kendall Account 3 بایگانی‌شده  در ۲۰۰۵-۱۰-۳۱ توسط Wayback Machine from Sons of DeWitt Colony Texas, published in 1844, accessed 19 June 2006.
5. ↑  Simmons, Marc (1973). The Little Lion of the Southwest: A Life of Manuel Antonio Chaves. Chicago: The Swallow Press. ISBN 0-8040-0633-4.
6. ↑  William Wroth. "Manuel Armijo". New Mexico State Historian.
7. ↑  Manuel Armijo بایگانی‌شده  در ۶ دسامبر ۲۰۱۸ توسط Wayback Machine from The Latina/o History Project, accessed 19 June 2006
8. ↑  Bloom, Lansing Bartlett (1912). "New Mexico under Mexican Administration, 1822–1846". Old Santa Fe. 1: 266., cited by Simmons
9. ↑  Lecompte, Janet (1985). Rebellion in Río Arriba, 1837. University of New Mexico Press. ISBN 0-8263-0800-7.
10. ↑  Gregg, Josiah (1844). Commerce of the Prairies. republished by the University of Oklahoma Press, 1954.
11. ↑  Deena J. González, Refusing the Favor: The Spanish Mexican Women of Santa Fe, 1820-1880, (New York: Oxford University Press, 1999), p.75.
12. ↑  Spanish-Mexican Land Grants from the Colorado State Archives, accessed 19 June 2006
13. ↑  Broadhead, Edward (1982). Ceran St. Vrain 1802–1870. Pueblo, Colorado: Pueblo County Historical Society. ISBN 0-915617-03-X.
14. ↑  Beck, Warren A. (1962). New Mexico: A History of Four Centuries. University of Oklahoma Press.